# Gualala

Gualala é uma cidade hondurenha do departamento de Santa Bárbara.